# Barbizon
Barbizon ist eine französische Gemeinde mit 1265 Einwohnern (Stand 1. Januar 2022) im Département Seine-et-Marne in der Region Île-de-France. Die Gemeinde liegt im Regionalen Naturpark Gâtinais français.
Der Name bezeichnet auch eine Künstlerkolonie, die in der ersten Hälfte des 19. Jahrhunderts in dieser Gemeinde lebte und arbeitete.

## Künstlerkolonie von Barbizon
Die Schule von Barbizon, eine Künstlerkolonie am Wald von Fontainebleau, entstand um 1830. Missverständlich ist die Bezeichnung „Malerschule vom Barbizon“ insofern, als eine Schule im Sinne eines Lehrer-Schüler-Verhältnisses nie existierte. Eine geschlossene Gruppe war es ebenfalls nicht, sondern eher ein lockerer Freundschafts- und Kollegenkreis, von denen sich einige in Barbizon ansiedelten, andere in der Pension Auberge Ganne sich zeitweise einquartierten. Den Namen gab ihr der englische Schriftsteller und Kunsthändler David C. Thomson mit dem Buch The Barbizon School of Painters, das 1890 in einer limitierten Auflage in New York erschien.
Mit Erfindung der Eisenbahn konnten die Maler mit ihren Staffeleien einfach von Paris nach Barbizon fahren. Da auch die Tubenfarben bereits erfunden waren, konnten sie jetzt direkt in der freien Natur malen. Gepflegt wurde eine schlichte verinnerlichte Landschaftsmalerei (Paysage intime), die den Impressionismus vorbereitete. Die Barbizonniers suchten in der Natur nach neuen Ausdrucksformen und nahmen großen Einfluss auf die Entwicklung der europäischen Landschaftsmalerei des 19. Jahrhunderts. Sie beeinflussten auch die Worpsweder und Ahrenshooper Maler, die Künstlerkolonie Dachau oder die Skagen-Maler. Max Liebermann bewunderte die Barbizonniers; er hielt sich während des Sommers 1874 in Barbizon auf und besuchte den von ihm geschätzten Jean-François Millet kurz vor dessen Tod.
Auch Schriftsteller haben Barbizon besucht: Robert Louis Stevenson, der ironisch über die Künstler schrieb, die mehr dem Müßiggang als ihrer Arbeit nachgingen und Henri Murger, der das Klischee der Bohème schuf (Scènes de la vie de bohème). Als immer mehr Künstler nach Barbizon zogen, wichen viele auch nach Grez-sur-Loing in der Nähe aus.

## Barbizon im 19. Jahrhundert und heute
Im 19. Jahrhundert bestand Barbizon nur aus der Hauptstraße Rue de Barbizon, heute Grande Rue, an der sich insgesamt etwa 40 Häuser aufreihten. Die Eisenbahn verlief auf der Hauptstraße. Die einzige Herberge, Auberge Ganne, lag in der Mitte des Dorfes. Sie ist weitgehend im Originalzustand erhalten und beherbergt heute das Musée Ganne (Musée municipal de l’École de Barbizon – Auberge Ganne). Man erreichte Barbizon nach 90 Minuten Eisenbahnfahrt von Paris aus. Die meisten Maler mieteten sich in der Auberge Ganne ein. Einige erwarben dann Häuser in Barbizon.
Jean-François Millets Haus und Atelier liegt 100 Meter von der Auberge entfernt und beherbergt heute ein Privatmuseum. Er liegt auf dem kleinen Friedhof von Barbizon begraben. Die Auberge zeigt Türen, Wände und Originalmobiliar, das von den Malern bei schlechtem Wetter reichhaltig bemalt worden war. Corot, Millet, Rousseau, Troyon, Chaigneau, Brendel und andere sind mit originalen Ölgemälden vertreten.

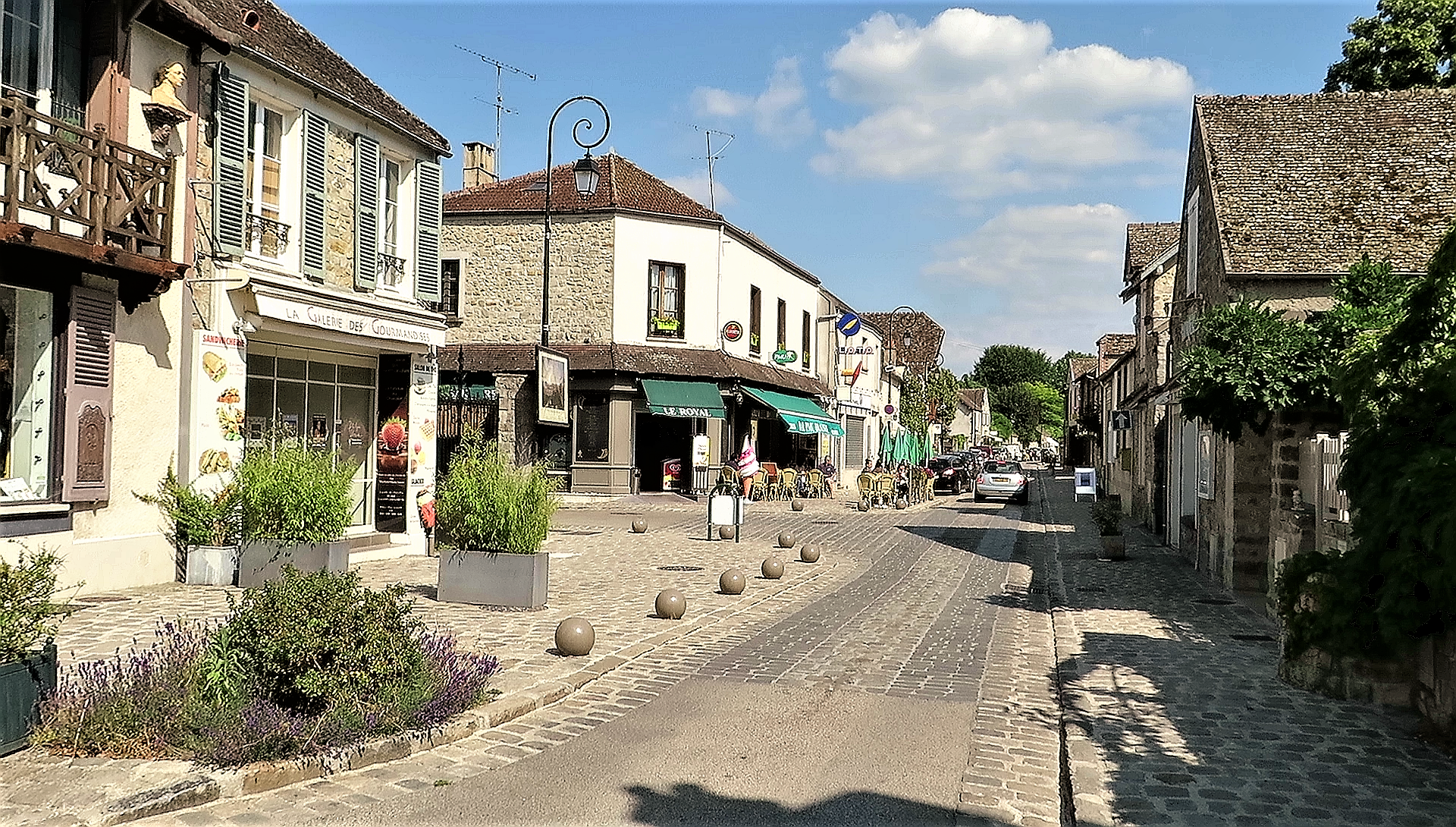
Impression der Hauptstraße in Barbizon
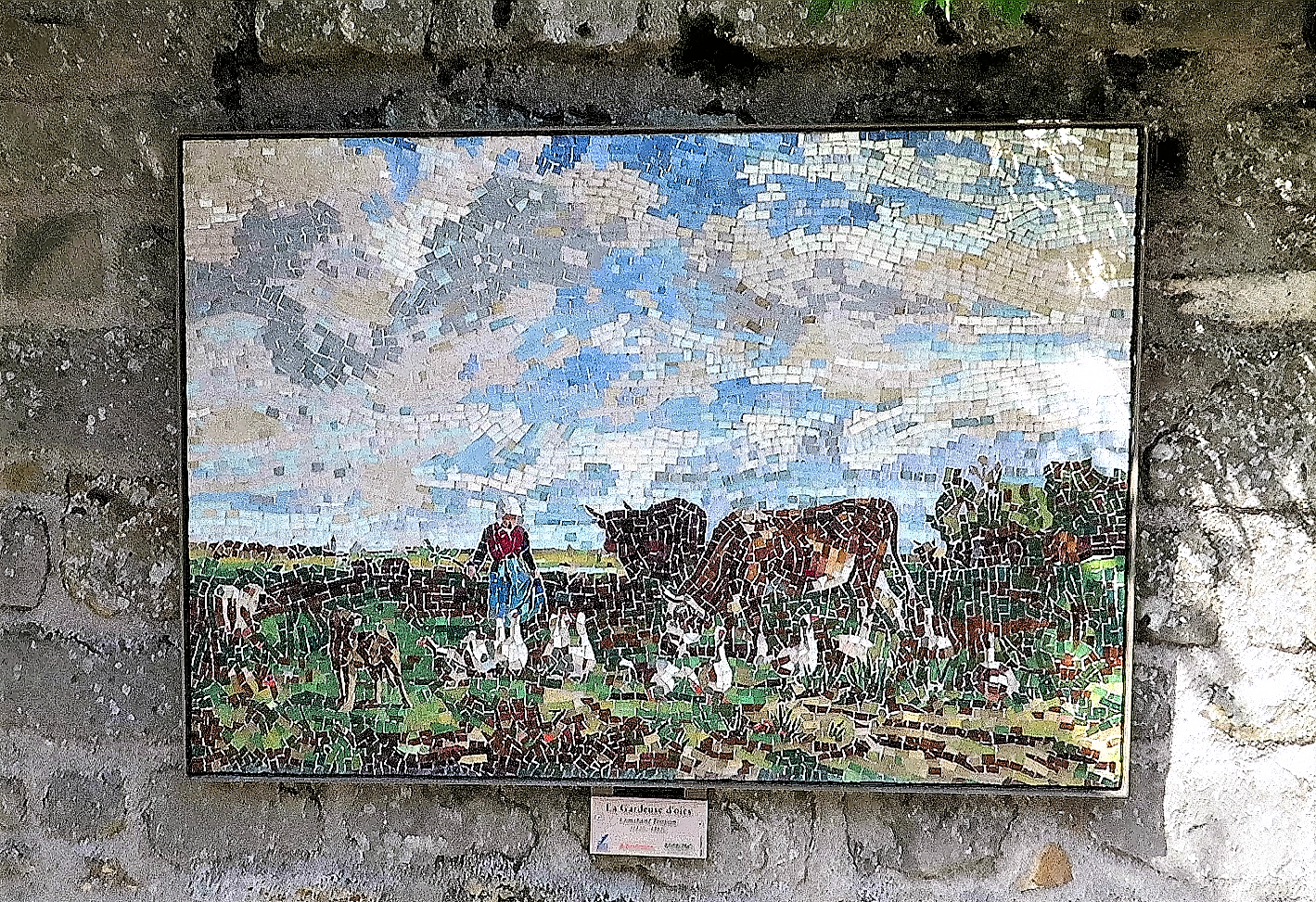
Beispiel einer der zahlreichen Gemäldereproduktionen entlang der Grand Rue
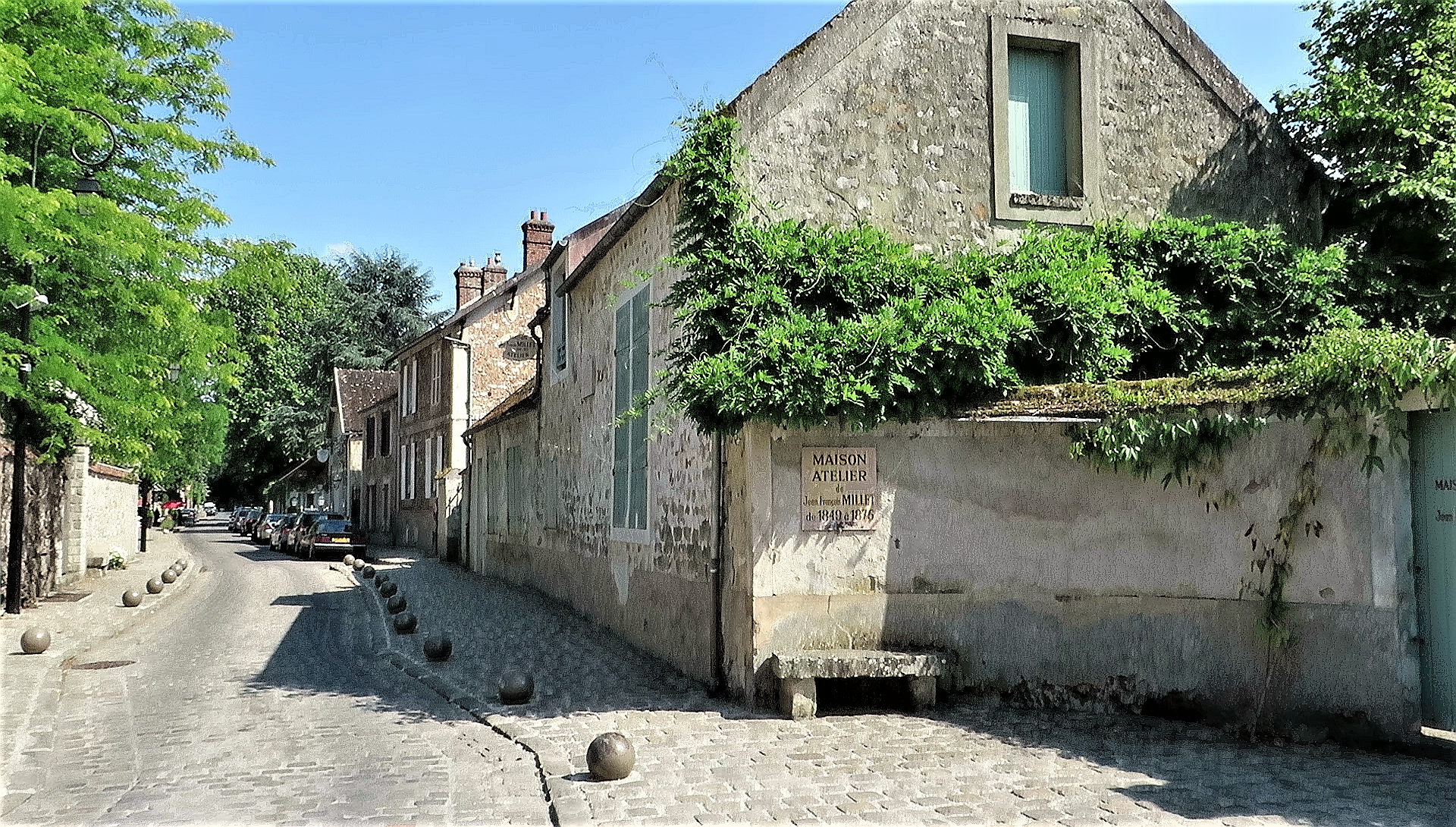
Haus und Werkstatt von Jean-Francois Millet (Eingangsbereich rechts im Bild)
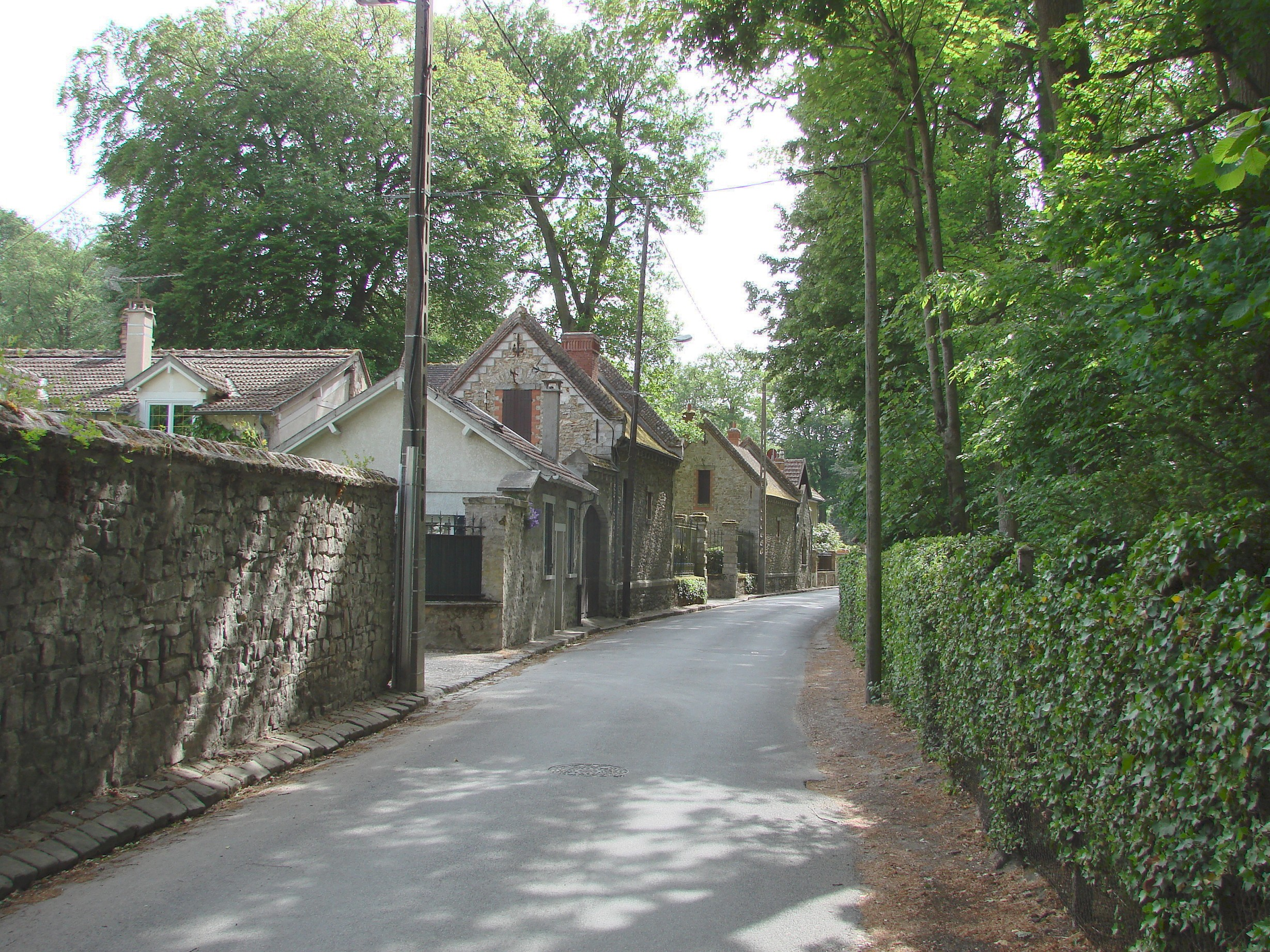
Dorfstraße
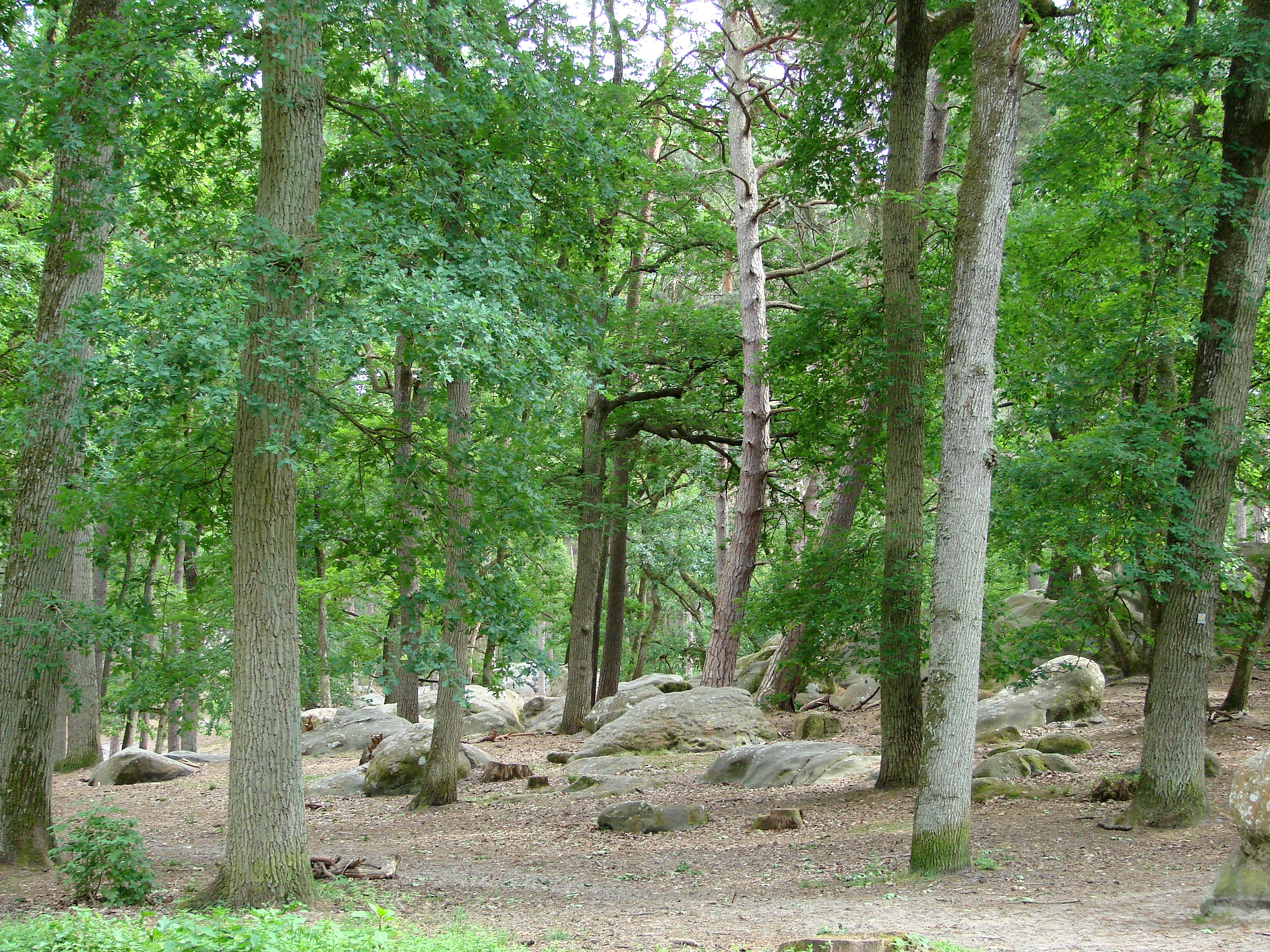
Felsen im Wald hinter dem Dorf
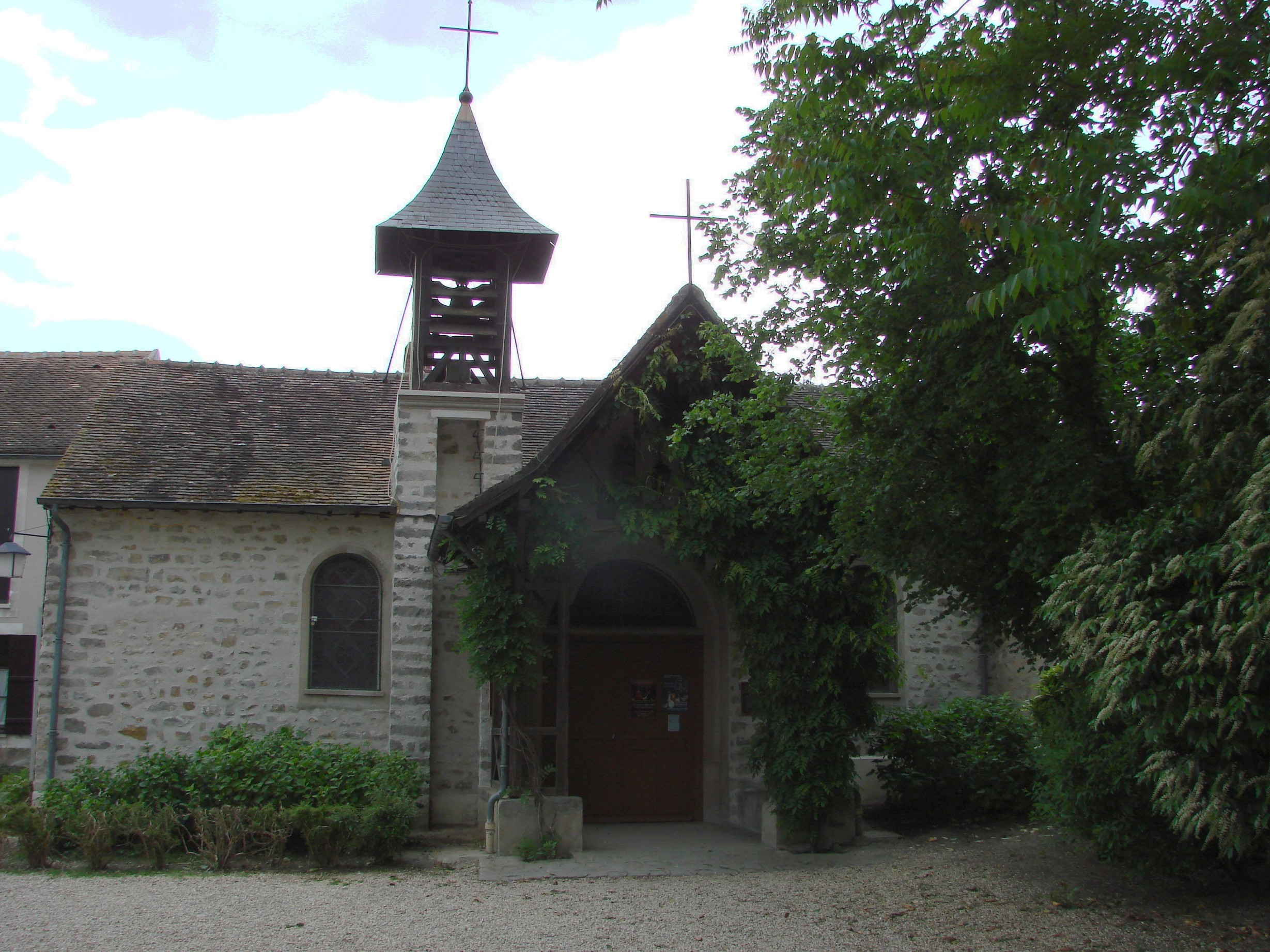
Dorfkapelle

## Sehenswürdigkeiten
Siehe: Liste der Monuments historiques in Barbizon

## Persönlichkeiten
- Suzanne Chaigneau (1875–1946), Geigerin und Musikpädagogin